# Éliminatoires de la Coupe du monde de football 2018, zone Europe, groupe E
Navigation
Groupe D Groupe F
Cet article donne les résultats des matches du groupe E de la zone Europe du tour préliminaire de la Coupe du monde de football 2018.
Le Groupe E est composé de 6 équipes nationales européennes. Le 1er du groupe sera qualifié d'office pour la coupe du monde 2018, le 2e devra passer par des barrages.

## Classement
| Rang | Équipe     | Pts | J  | G | N | P | Bp | Bc | Diff |  | Résultats (▼ dom., ► ext.) |     |     |     |     |     |     |
| ---- | ---------- | --- | -- | - | - | - | -- | -- | ---- |  | -------------------------- | --- | --- | --- | --- | --- | --- |
| 1    | Pologne    | 25  | 10 | 8 | 1 | 1 | 28 | 14 | +14  |  | Pologne                    |     | 3-2 | 4-2 | 3-1 | 2-1 | 3-0 |
| 2    | Danemark   | 20  | 10 | 6 | 2 | 2 | 20 | 8  | +12  |  | Danemark                   | 4-0 |     | 0-1 | 1-1 | 1-0 | 4-1 |
| 3    | Monténégro | 16  | 10 | 5 | 1 | 4 | 20 | 12 | +8   |  | Monténégro                 | 1-2 | 0-1 |     | 1-0 | 4-1 | 5-0 |
| 4    | Roumanie   | 13  | 10 | 3 | 4 | 3 | 12 | 10 | +2   |  | Roumanie                   | 0-3 | 0-0 | 1-1 |     | 1-0 | 3-1 |
| 5    | Arménie    | 7   | 10 | 2 | 1 | 7 | 10 | 26 | -16  |  | Arménie                    | 1-6 | 1-4 | 3-2 | 0-5 |     | 2-0 |
| 6    | Kazakhstan | 3   | 10 | 0 | 3 | 7 | 6  | 26 | -20  |  | Kazakhstan                 | 2-2 | 1-3 | 0-3 | 0-0 | 1-1 |     |

- Le Kazakhstan est éliminé depuis le 1er septembre 2017 à la suite de sa défaite (0-3) face au Monténégro conjuguée à la victoire (4-0) du Danemark face à la Pologne.
- L'Arménie et la Roumanie sont éliminées à la suite de leur défaite (1-4) et (1-0) face au Danemark et au Monténégro, le 4 septembre 2017.
- Le Monténégro est éliminé depuis le 8 octobre 2017 à la suite de sa défaite (4-2) en Pologne conjuguée au match nul (1-1) entre le Danemark et la Roumanie
- Le Danemark termine deuxième du groupe et joue les barrages à la suite de son match nul (1-1) face à la Roumanie, le 8 octobre 2017.
- La Pologne termine premier du groupe et se qualifie pour la coupe du monde de football de 2018 à la suite de sa victoire (4-2) face au Monténégro, le 8 octobre 2017.

## Résultats et calendrier
Le calendrier du groupe E a été publié par l'UEFA le 26 juillet 2015, le jour suivant le tirage au sort à Saint-Pétersbourg (Russie). Horaires en HEC.
| 1re journée            | Danemark                      | 1 – 0   | Arménie | Telia Parken, Copenhague                        |                                                 |
| 4 septembre 2016 18h00 | Eriksen 17e                   | (1 – 0) |         | Spectateurs : 21 795 Arbitrage : Harald Lechner | Spectateurs : 21 795 Arbitrage : Harald Lechner |
| 4 septembre 2016 18h00 | Rapport (FIFA) Rapport (UEFA) |         |         | Spectateurs : 21 795 Arbitrage : Harald Lechner | Spectateurs : 21 795 Arbitrage : Harald Lechner |

| 4 septembre 2016 | Kazakhstan                    | 2 – 2   | Pologne                              | Astana Arena, Astana                              |                                                   |
| 18h00            | Khijnitchenko 51e 58e         | (0 – 2) | 9e Kapustka · 35e (pen.) Lewandowski | Spectateurs : 19 905 Arbitrage : Serdar Gözübüyük | Spectateurs : 19 905 Arbitrage : Serdar Gözübüyük |
| 18h00            | Rapport (FIFA) Rapport (UEFA) |         |                                      | Spectateurs : 19 905 Arbitrage : Serdar Gözübüyük | Spectateurs : 19 905 Arbitrage : Serdar Gözübüyük |

| 4 septembre 2016 | Roumanie                      | 1 – 1   | Monténégro  | Cluj Arena, Cluj-Napoca                         |                                                 |
| 20h45            | Popa 85e                      | (1 – 1) | 87e Jovetić | Spectateurs : 25 468 Arbitrage : Anthony Taylor | Spectateurs : 25 468 Arbitrage : Anthony Taylor |
| 20h45            | Rapport (FIFA) Rapport (UEFA) |         |             | Spectateurs : 25 468 Arbitrage : Anthony Taylor | Spectateurs : 25 468 Arbitrage : Anthony Taylor |

| 2e journée           | Arménie                       | 0 – 5   | Roumanie                                                     | Stade Républicain Vazgen-Sargsian, Erevan            |                                                      |
| 8 octobre 2016 18h00 |                               | (0 – 4) | 4e Stancu · 10e Popa · 12e Marin · 29e Stanciu · 60e Chipciu | Spectateurs : 5 500 Arbitrage : Vladislav Bezborodov | Spectateurs : 5 500 Arbitrage : Vladislav Bezborodov |
| 8 octobre 2016 18h00 | Rapport (FIFA) Rapport (UEFA) |         |                                                              | Spectateurs : 5 500 Arbitrage : Vladislav Bezborodov | Spectateurs : 5 500 Arbitrage : Vladislav Bezborodov |

| 8 octobre 2016 | Monténégro                                                           | 5 – 0   | Kazakhstan | Stadion pod Goricom, Podgorica                       |                                                      |
| 18h00          | Tomašević 24e · Vukčević 59e · Jovetić 64e · Beqiraj 73e · Savić 78e | (1 – 0) |            | Spectateurs : 8 517 Arbitrage : Robert Schörgenhofer | Spectateurs : 8 517 Arbitrage : Robert Schörgenhofer |
| 18h00          | Rapport (FIFA) Rapport (UEFA)                                        |         |            | Spectateurs : 8 517 Arbitrage : Robert Schörgenhofer | Spectateurs : 8 517 Arbitrage : Robert Schörgenhofer |

| 8 octobre 2016 | Pologne                        | 3 – 2   | Danemark                     | Stadion Narodowy, Varsovie                       |                                                  |
| 20h45          | Lewandowski 20e 36e (pen.) 48e | (2 – 0) | 49e (csc) Glik · 69e Poulsen | Spectateurs : 56 811 Arbitrage : Gianluca Rocchi | Spectateurs : 56 811 Arbitrage : Gianluca Rocchi |
| 20h45          | Rapport (FIFA) Rapport (UEFA)  |         |                              | Spectateurs : 56 811 Arbitrage : Gianluca Rocchi | Spectateurs : 56 811 Arbitrage : Gianluca Rocchi |

| 3e journée            | Kazakhstan                    | 0 – 0   | Roumanie | Astana Arena, Astana                         |                                              |
| 11 octobre 2016 18h00 |                               | (0 – 0) |          | Spectateurs : 12 346 Arbitrage : Jorge Sousa | Spectateurs : 12 346 Arbitrage : Jorge Sousa |
| 11 octobre 2016 18h00 | Rapport (FIFA) Rapport (UEFA) |         |          | Spectateurs : 12 346 Arbitrage : Jorge Sousa | Spectateurs : 12 346 Arbitrage : Jorge Sousa |

| 11 octobre 2016 | Danemark                      | 0 – 1   | Monténégro  | Telia Parken, Copenhague                                  |                                                           |
| 20h45           |                               | (0 – 1) | 32e Beqiraj | Spectateurs : 20 852 Arbitrage : Alberto Undiano Mallenco | Spectateurs : 20 852 Arbitrage : Alberto Undiano Mallenco |
| 20h45           | Rapport (FIFA) Rapport (UEFA) |         |             | Spectateurs : 20 852 Arbitrage : Alberto Undiano Mallenco | Spectateurs : 20 852 Arbitrage : Alberto Undiano Mallenco |

| 11 octobre 2016 | Pologne                              | 2 – 1   | Arménie     | Stadion Narodowy, Varsovie                     |                                                |
| 20h45           | Mkoyan 48e (csc) · Lewandowski 90+5e | (0 – 0) | 50e Haroyan | Spectateurs : 44 786 Arbitrage : Ivan Kružliak | Spectateurs : 44 786 Arbitrage : Ivan Kružliak |
| 20h45           | Rapport (FIFA) Rapport (UEFA)        |         |             | Spectateurs : 44 786 Arbitrage : Ivan Kružliak | Spectateurs : 44 786 Arbitrage : Ivan Kružliak |

| 4e journée             | Arménie                                       | 3 – 2   | Monténégro                  | Stade Républicain Vazgen-Sargsian, Erevan      |                                                |
| 11 novembre 2016 18h00 | Grigoryan 50e · Haroyan 74e · Ghazaryan 90+3e | (0 – 2) | 36e Kojašević · 38e Jovetić | Spectateurs : 3 500 Arbitrage : Pavel Královec | Spectateurs : 3 500 Arbitrage : Pavel Královec |
| 11 novembre 2016 18h00 | Rapport (FIFA) Rapport (UEFA)                 |         |                             | Spectateurs : 3 500 Arbitrage : Pavel Královec | Spectateurs : 3 500 Arbitrage : Pavel Královec |

| 11 novembre 2016 | Danemark                                                | 4 – 1   | Kazakhstan     | Telia Parken, Copenhague                    |                                             |
| 20h45            | Cornelius 15e · Eriksen 36e (pen.) 90+2e · Ankersen 78e | (2 – 1) | 17e Suïimbaïev | Spectateurs : 18 901 Arbitrage : Alon Yefet | Spectateurs : 18 901 Arbitrage : Alon Yefet |
| 20h45            | Rapport (FIFA) Rapport (UEFA)                           |         |                | Spectateurs : 18 901 Arbitrage : Alon Yefet | Spectateurs : 18 901 Arbitrage : Alon Yefet |

| 11 novembre 2016 | Roumanie                      | 0 – 3   | Pologne                              | Arena Națională, Bucarest                      |                                                |
| 20h45            |                               | (0 – 1) | 11e Grosicki · 83e 90+1e Lewandowski | Spectateurs : 48 531 Arbitrage : Damir Skomina | Spectateurs : 48 531 Arbitrage : Damir Skomina |
| 20h45            | Rapport (FIFA) Rapport (UEFA) |         |                                      | Spectateurs : 48 531 Arbitrage : Damir Skomina | Spectateurs : 48 531 Arbitrage : Damir Skomina |

| 5e journée         | Arménie                       | 2 – 0   | Kazakhstan | Stade Républicain Vazgen-Sargsian, Erevan           |                                                     |
| 26 mars 2017 18h00 | Mkhitaryan 73e · Özbiliz 75e  | (0 – 0) |            | Spectateurs : 11 500 Arbitrage : Aleksandar Stavrev | Spectateurs : 11 500 Arbitrage : Aleksandar Stavrev |
| 26 mars 2017 18h00 | Rapport (FIFA) Rapport (UEFA) |         |            | Spectateurs : 11 500 Arbitrage : Aleksandar Stavrev | Spectateurs : 11 500 Arbitrage : Aleksandar Stavrev |

| 26 mars 2017 | Monténégro                    | 1 – 2   | Pologne                        | Stadion pod Goricom, Podgorica                 |                                                |
| 20h45        | Mugoša 63e                    | (0 – 1) | 40e Lewandowski · 82e Piszczek | Spectateurs : 10 439 Arbitrage : Viktor Kassai | Spectateurs : 10 439 Arbitrage : Viktor Kassai |
| 20h45        | Rapport (FIFA) Rapport (UEFA) |         |                                | Spectateurs : 10 439 Arbitrage : Viktor Kassai | Spectateurs : 10 439 Arbitrage : Viktor Kassai |

| 26 mars 2017 | Roumanie                      | 0 – 0   | Danemark | Cluj Arena, Cluj-Napoca                          |                                                  |
| 20h45        |                               | (0 – 0) |          | Spectateurs : 26 895 Arbitrage : Martin Atkinson | Spectateurs : 26 895 Arbitrage : Martin Atkinson |
| 20h45        | Rapport (FIFA) Rapport (UEFA) |         |          | Spectateurs : 26 895 Arbitrage : Martin Atkinson | Spectateurs : 26 895 Arbitrage : Martin Atkinson |

| 6e journée         | Kazakhstan                    | 1 – 3   | Danemark                                         | Stade central, Almaty                                 |                                                       |
| 10 juin 2017 18h00 | Qoûat 76e                     | (0 – 1) | 27e Jørgensen · 50e (pen.) Eriksen · 81e Dolberg | Spectateurs : 19 065 Arbitrage : Vladislav Bezborodov | Spectateurs : 19 065 Arbitrage : Vladislav Bezborodov |
| 10 juin 2017 18h00 | Rapport (FIFA) Rapport (UEFA) |         |                                                  | Spectateurs : 19 065 Arbitrage : Vladislav Bezborodov | Spectateurs : 19 065 Arbitrage : Vladislav Bezborodov |

| 10 juin 2017 | Monténégro                       | 4 – 1   | Arménie    | Stadion pod Goricom, Podgorica             |                                            |
| 20h45        | Bećiraj 2e · Jovetić 28e 54e 82e | (2 – 0) | 89e Koryan | Spectateurs : 6 861 Arbitrage : Kevin Blom | Spectateurs : 6 861 Arbitrage : Kevin Blom |
| 20h45        | Rapport (FIFA) Rapport (UEFA)    |         |            | Spectateurs : 6 861 Arbitrage : Kevin Blom | Spectateurs : 6 861 Arbitrage : Kevin Blom |

| 10 juin 2017 | Pologne                               | 3 – 1   | Roumanie   | Stadion Narodowy, Varsovie                    |                                               |
| 20h45        | Lewandowski 29e (pen.) 57e 62e (pen.) | (1 – 0) | 77e Stancu | Spectateurs : 57 128 Arbitrage : Ruddy Buquet | Spectateurs : 57 128 Arbitrage : Ruddy Buquet |
| 20h45        | Rapport (FIFA) Rapport (UEFA)         |         |            | Spectateurs : 57 128 Arbitrage : Ruddy Buquet | Spectateurs : 57 128 Arbitrage : Ruddy Buquet |

| 7e journée             | Kazakhstan                    | 0 – 3   | Monténégro                            | Astana Arena, Astana                                  |                                                       |
| 1 septembre 2017 18h00 |                               | (0 – 1) | 31e Vešović · 53e Bećiraj · 63e Simić | Spectateurs : 16 511 Arbitrage : Sébastien Delferière | Spectateurs : 16 511 Arbitrage : Sébastien Delferière |
| 1 septembre 2017 18h00 | Rapport (FIFA) Rapport (UEFA) |         |                                       | Spectateurs : 16 511 Arbitrage : Sébastien Delferière | Spectateurs : 16 511 Arbitrage : Sébastien Delferière |

| 1 septembre 2017 | Danemark                                                  | 4 – 0   | Pologne | Telia Parken, Copenhague                       |                                                |
| 20h45            | Delaney 16e · Cornelius 42e · Jørgensen 59e · Eriksen 80e | (2 – 0) |         | Spectateurs : 34 505 Arbitrage : Milorad Mažić | Spectateurs : 34 505 Arbitrage : Milorad Mažić |
| 20h45            | Rapport (FIFA) Rapport (UEFA)                             |         |         | Spectateurs : 34 505 Arbitrage : Milorad Mažić | Spectateurs : 34 505 Arbitrage : Milorad Mažić |

| 1 septembre 2017 | Roumanie                      | 1 – 0   | Arménie | Arena Națională, Bucarest                   |                                             |
| 20h45            | Maxim 90+1e                   | (0 – 0) |         | Spectateurs : 27 178 Arbitrage : Ivan Bebek | Spectateurs : 27 178 Arbitrage : Ivan Bebek |
| 20h45            | Rapport (FIFA) Rapport (UEFA) |         |         | Spectateurs : 27 178 Arbitrage : Ivan Bebek | Spectateurs : 27 178 Arbitrage : Ivan Bebek |

| 8e journée             | Arménie                       | 1 – 4   | Danemark                            | Stade Républicain Vazgen-Sargsian, Erevan    |                                              |
| 4 septembre 2017 18h00 | Koryan 6e                     | (1 – 2) | 17e 82e 90+3e Delaney · 29e Eriksen | Spectateurs : 6 800 Arbitrage : Bobby Madden | Spectateurs : 6 800 Arbitrage : Bobby Madden |
| 4 septembre 2017 18h00 | Rapport (FIFA) Rapport (UEFA) |         |                                     | Spectateurs : 6 800 Arbitrage : Bobby Madden | Spectateurs : 6 800 Arbitrage : Bobby Madden |

| 4 septembre 2017 | Monténégro                    | 1 – 0 | Roumanie | Stadion pod Goricom, Podgorica                |                                               |
| 20h45            | Jovetić 75e                   | (–)   |          | Spectateurs : 9 452 Arbitrage : Craig Thomson | Spectateurs : 9 452 Arbitrage : Craig Thomson |
| 20h45            | Rapport (FIFA) Rapport (UEFA) |       |          | Spectateurs : 9 452 Arbitrage : Craig Thomson | Spectateurs : 9 452 Arbitrage : Craig Thomson |

| 4 septembre 2017 | Pologne                                       | 3 – 0   | Kazakhstan | Stadion Narodowy, Varsovie                        |                                                   |
| 20h45            | Milik 11e · Glik 74e · Lewandowski 86e (pen.) | (1 – 0) |            | Spectateurs : 56 963 Arbitrage : Andris Treimanis | Spectateurs : 56 963 Arbitrage : Andris Treimanis |
| 20h45            | Rapport (FIFA) Rapport (UEFA)                 |         |            | Spectateurs : 56 963 Arbitrage : Andris Treimanis | Spectateurs : 56 963 Arbitrage : Andris Treimanis |

| 9e journée           | Arménie                       | 1 – 6   | Pologne                                                                 | Stade Républicain Vazgen-Sargsian, Erevan |                       |
| 5 octobre 2017 18h00 | Hambardzumyan 39e             | (1 – 3) | 2e Grosicki · 18e 25e 64e Lewandowski · 58e Błaszczykowski · 89e Wolski | Arbitrage : Matej Jug                     | Arbitrage : Matej Jug |
| 5 octobre 2017 18h00 | Rapport (FIFA) Rapport (UEFA) |         |                                                                         | Arbitrage : Matej Jug                     | Arbitrage : Matej Jug |

| 5 octobre 2017 | Monténégro                    | 0 – 1   | Danemark    | Stadion pod Goricom, Podgorica |                           |
| 20h45          |                               | (0 – 1) | 16e Eriksen | Arbitrage : Björn Kuipers      | Arbitrage : Björn Kuipers |
| 20h45          | Rapport (FIFA) Rapport (UEFA) |         |             | Arbitrage : Björn Kuipers      | Arbitrage : Björn Kuipers |

| 5 octobre 2017 | Roumanie                            | 3 – 1   | Kazakhstan    | Stadionul Ilie Oană, Ploiești |                            |
| 20h45          | Budescu 33e 38e (pen.) · Keșerü 73e | (2 – 0) | 82e Tourysbek | Arbitrage : Sandro Schärer    | Arbitrage : Sandro Schärer |
| 20h45          | Rapport (FIFA) Rapport (UEFA)       |         |               | Arbitrage : Sandro Schärer    | Arbitrage : Sandro Schärer |

| 10e journée          | Danemark                      | 1 – 1   | Roumanie | Telia Parken, Copenhague  |                           |
| 8 octobre 2017 18h00 | Eriksen 60e (pen.)            | (0 – 0) | 88e Deac | Arbitrage : Deniz Aytekin | Arbitrage : Deniz Aytekin |
| 8 octobre 2017 18h00 | Rapport (FIFA) Rapport (UEFA) |         |          | Arbitrage : Deniz Aytekin | Arbitrage : Deniz Aytekin |

| 8 octobre 2017 | Kazakhstan                    | 1 – 1   | Arménie        | Astana Arena, Astana       |                            |
| 18h00          | Tourysbek 64e                 | (0 – 1) | 26e Mkhitaryan | Arbitrage : Alexandru Tean | Arbitrage : Alexandru Tean |
| 18h00          | Rapport (FIFA) Rapport (UEFA) |         |                | Arbitrage : Alexandru Tean | Arbitrage : Alexandru Tean |

| 8 octobre 2017 | Pologne                                                             | 4 – 2   | Monténégro                 | Stadion Narodowy, Varsovie |                            |
| 18h00          | Mączyński 6e · Grosicki 16e · Lewandowski 85e · Stojković 87e (csc) | (2 – 0) | 78e Mugoša · 83e Tomašević | Arbitrage : Daniele Orsato | Arbitrage : Daniele Orsato |
| 18h00          | Rapport (FIFA) Rapport (UEFA)                                       |         |                            | Arbitrage : Daniele Orsato | Arbitrage : Daniele Orsato |

## Buteurs
| Position | Joueur                  | Pays       | Buts |
| -------- | ----------------------- | ---------- | ---- |
| 1        | Robert Lewandowski      | Pologne    | 16   |
| 2        | Christian Eriksen       | Danemark   | 8    |
| 3        | Stevan Jovetić          | Monténégro | 7    |
| 4        | Thomas Delaney          | Danemark   | 4    |
| -        | Fatos Bećiraj           | Monténégro | 4    |
| 6        | Kamil Grosicki          | Pologne    | 3    |
| 7        | Varazdat Haroyan        | Arménie    | 2    |
| -        | Ruslan Koryan           | Arménie    | 2    |
| -        | Henrik Mkhitaryan       | Arménie    | 2    |
| -        | Andreas Cornelius       | Danemark   | 2    |
| -        | Nicolai Jorgensen       | Danemark   | 2    |
| -        | Sergueï Khijnitchenko   | Kazakhstan | 2    |
| -        | Baoûyrjan Tourysbek     | Kazakhstan | 2    |
| -        | Stefan Mugoša           | Monténégro | 2    |
| -        | Žarko Tomašević         | Monténégro | 2    |
| -        | Constantin Budescu      | Roumanie   | 2    |
| -        | Adrian Popa             | Roumanie   | 2    |
| -        | Bogdan Stancu           | Roumanie   | 2    |
| 19       | Georg Ghazarian         | Arménie    | 1    |
| -        | Artak Grigorian         | Arménie    | 1    |
| -        | Hovhannes Hambardzumyan | Arménie    | 1    |
| -        | Araz Özbiliz            | Arménie    | 1    |
| -        | Peter Ankersen          | Danemark   | 1    |
| -        | Kasper Dolberg          | Danemark   | 1    |
| -        | Yussuf Poulsen          | Danemark   | 1    |
| -        | Islambek Qoûat          | Kazakhstan | 1    |
| -        | Ghafoûrjan Suïimbaïev   | Kazakhstan | 1    |
| -        | Damir Kojašević         | Monténégro | 1    |
| -        | Stefan Savić            | Monténégro | 1    |
| -        | Marko Simić             | Monténégro | 1    |
| -        | Marko Vešović           | Monténégro | 1    |
| -        | Nikola Vukčević         | Monténégro | 1    |
| -        | Jakub Blaszczykowski    | Pologne    | 1    |
| -        | Kamil Glik              | Pologne    | 1    |
| -        | Bartosz Kapustka        | Pologne    | 1    |
| -        | Krzysztof Maczynski     | Pologne    | 1    |
| -        | Arkadiusz Milik         | Pologne    | 1    |
| -        | Lukasz Piszczek         | Pologne    | 1    |
| -        | Rafał Wolski            | Pologne    | 1    |
| -        | Alexandru Chipciu       | Roumanie   | 1    |
| -        | Ciprian Deac            | Roumanie   | 1    |
| -        | Claudiu Keseru          | Roumanie   | 1    |
| -        | Răzvan Marin            | Roumanie   | 1    |
| -        | Alexandru Maxim         | Roumanie   | 1    |
| -        | Nicolae Stanciu         | Roumanie   | 1    |

| Position | Joueur          | Pays       | CSC |
| -------- | --------------- | ---------- | --- |
| 1        | Hrayr Mkoyan    | Arménie    | 1   |
| -        | Filip Stojković | Monténégro | 1   |
| -        | Kamil Glik      | Pologne    | 1   |